# Fernand Collin
Fernand Collin (Antwerpen, 18 december 1897 - aldaar, 11 december 1990) was een Belgisch ondernemer, hoogleraar aan de Katholieke Universiteit Leuven, bankier en voetbalbestuurder. Hij was voorzitter van de Kredietbank van 1938 tot 1973 en voetbalclub Antwerp FC van 1934 tot 1968.

## Biografie

### Studies
Fernand Collin was tijdens zijn studententijd lid van de Antwerpse Studentenkring, een studentenclub voor Antwerpenaren waar de voertaal Frans was. Uit ontevredenheid met het Franse taalgebruik richtte hij in 1919 samen met Constant Leurs een Nederlandstalige club voor Antwerpse studenten te Leuven op: de Katholieke Vlaamse Hoogstudentenclub Sinjoria, die in 2024-25 nog steeds actief is. Collin behaalde zijn doctoraat in de rechten in 1922 aan de Katholieke Universiteit Leuven.  In 1925 werd hij tevens doctor in de strafwetenschappen. Hij studeerde eveneens aan de universiteiten van Parijs en Londen en in de Verenigde Staten.

### Carrière
Collin was advocaat aan de balie te Antwerpen van 1923 tot 1938 en werd in 1925 benoemd tot docent aan de KU Leuven. In 1927 werd hij gewoon hoogleraar. Hij doceerde strafrecht en zeerecht.
Hij was bovendien directeur-generaal van het familiebedrijf Imperial Products, opgericht in 1903 door zijn ouders John Ferdinand Collin (1871-1959) en Jeanne Marie Antoinette Verelst (1868-1941). De familie maakte een typisch Engels product aan, namelijk pudding, maar het had succes en de basis werd gelegd. Vanaf 1968 ging het bedrijf samenwerken met Devos Lemmens onder de naam Continental Foods. In 1985 werd het Amerikaanse Campbell Soup Company hoofdaandeelhouder. In 2013 werd CVC Capital Partners de nieuwe aandeelhouder.
Collin was betrokken bij de oprichting van de Kredietbank in 1935. Bij aanvang was hij bestuurder en van 1938 tot 1963 was hij voorzitter van de bank. Van 1963 tot 1973 was hij voorzitter van de raad van bestuur. Collin was van 1964 tot 1967 de eerste Vlaamse voorzitter van de Belgische Vereniging van Banken en voerde binnen deze organisatie ook het Nederlands in als voertaal, naast het toen gebruikelijke Frans. Ook de Kredietbank gaf hij een eigen Vlaams profiel.
Hij was reeds veertig jaar voor de invoering van de euro gewonnen voor een Europese monetaire rekeneenheid en publiceerde reeds in 1962 in het Yale Law Journal een wetenschappelijk artikel over het concept van een eengemaakte Europese munt. De Kredietbank was de eerste bank die op die manier obligatieleningen op de internationale markt plaatste. Dit zou later leiden naar de ecu en nog later naar de euro. Voormalig politicus Gaston Eyskens volgde hem op als voorzitter van de Kredietbank.
Tijdens de Tweede Wereldoorlog was Collin een belangrijke pion binnen het Comité Galopin, die van bij het begin van de oorlog de beslissing had genomen om de economische bedrijvigheid in België onmiddellijk te hervatten.
Hij bekleedde tevens bestuursmandaten bij de Antwerpse Diamantbank, Agfa-Gevaert, Bayer en de ASLK.

### FC Antwerp
Collin was decennialang (1934-1968) voorzitter van voetbalclub Antwerp FC. Zijn vader was een van de oprichters van de club. Voor Collin stond de jeugdopleiding centraal, voor het professionalisme en de commercialisering. Hij beschouwde de vedetten in de sport als geofferden en als spijtige slachtoffers. De club degradeerde op het einde van het seizoen 1967-68 naar Tweede Klasse, waarna hij als voorzitter opstapte. Hij werd opgevolgd door Jos Lahou, die na enkele maanden overleed en door Eddy Wauters werd opgevolgd.

## Eerbetoon
In 1962 reikte de Universitaire Stichting de eerste Fernand Collin-prijs voor Recht uit. Sinds 1982 wordt deze prijs tweejaarlijks uitgereikt. De prijs werd ingesteld tot aanmoediging van onderzoekers waarvan het werk aanzienlijk bijdraagt tot de bevordering van de rechtswetenschap in België. Laureaten van de prijs waren onder meer Walter Van Gerven, Willy van Rijckeghem, Koen Lenaerts, Jan Velaers, Patricia Popelier en Britt Weyts.
In 1971 werd Collin de Joost van den Vondelprijs toegekend voor zijn bijdrage tot de economische, sociale en culturele opgang van Vlaanderen. In 1988 werd hem de Prijs van de Vlaamse Regering toegekend voor zijn jarenlange inzet voor de Vlaamse ontvoogding.
Hij was corresponderend lid van de Koninklijke Academie voor Wetenschappen, Letteren en Schone Kunsten.
- Bibliothèque nationale de France: cb128865020 (data)
- Gemeinsame Normdatei: 1266615326
- International Standard Name Identifier: 0000 0000 6123 5568
- Library of Congress Control Number: n81081855
- Nederlandse Thesaurus van Auteursnamen: 07027228X
- Système universitaire de documentation: 08466682X
- Virtual International Authority File: 27195534
- WorldCat: E39PBJhX6q3hkhBjxkYmpgMkjC